# Sisakcsiga
A sisakcsiga (Cassis) a csigák (Gastropoda) Sorbeoconcha rendjébe tartozó sisakcsigák (Cassidae) családjának névadó neme.

## Származása, elterjedése
Fajai az Indiai-óceán és a Csendes-óceán trópusi tengereiben élnek.

## Megjelenése, felépítése
Háza mindig erősen duzzadt, gömbölydedbe hajló vagy félgömb alakú. Belső csavarulataik kicsinyek és alacsonyak, ezért kívülről jóformán csak a hatalmas utolsó kanyarulat látszik.

## Életmódja, élőhelye
A legtöbb faj ragadozó; a homokos tengerfenéken kutatnak kagylók és tüskésbőrűek után.

## Rendszerezés
A nembe az alábbi fajok tartoznal:
- Cassis abbotti
- óriás sisakcsiga (Cassis cornuta)
- Cassis fimbriata
- Cassis flammea
- Cassis kreipli
- Cassis madagascariensis
- Cassis nana
- Cassis patamakanthini
- Cassis spinella
- Cassis tenuis
- Cassis tessellata
- Cassis tuberosa